# Tensor de curvatura de Riemann

Una il·lustració de la motivació de la curvatura de Riemann en una varietat similar a una esfera. El fet que aquest transport pugui definir dos vectors diferents al punt inicial dona lloc al tensor de curvatura de Riemann. El símbol d'angle recte indica que el producte interior (donat pel tensor mètric) entre vectors transportats (o vectors tangents de les corbes) és 0.

En el camp matemàtic de la geometria diferencial, el tensor de curvatura de Riemann o tensor de Riemann-Christoffel (segons Bernhard Riemann i Elwin Bruno Christoffel) és la manera més comuna utilitzada per expressar la curvatura de les varietats riemannianes. Assigna un tensor a cada punt d'una varietat de Riemann (és a dir, és un camp tensor). És un invariant local de la mètrica riemanniana que mesura el fracàs de les derivades covariants de la segona covariant en el desplaçament. Una varietat de Riemann té curvatura zero si i només si és plana, és a dir, localment isomètrica a l'espai euclidià. El tensor de curvatura també es pot definir per a qualsevol varietat pseudo-riemanniana, o de fet qualsevol varietat equipada amb una connexió afí.
És una eina matemàtica central en la teoria de la relativitat general, la moderna teoria de la gravetat, i la curvatura de l'espai-temps és en principi observable mitjançant l'equació de desviació geodèsica. El tensor de curvatura representa la força de marea experimentada per un cos rígid que es mou al llarg d'una geodèsica en un sentit precisat per l'equació de Jacobi.
Sigui (M, g) una varietat riemanniana o pseudoriemanniana, i {\displaystyle {\mathfrak {X}}(M)} sigui l'espai de tots els camps vectorials a M. Definim el tensor de curvatura de Riemann com un mapa {\displaystyle R\colon {\mathfrak {X}}(M)\times {\mathfrak {X}}(M)\times {\mathfrak {X}}(M)\rightarrow {\mathfrak {X}}(M)} per la següent fórmula on {\displaystyle \nabla } és una connexió afí:
{\displaystyle R(X,Y)Z=\nabla _{X}\nabla _{Y}Z-\nabla _{Y}\nabla _{X}Z-\nabla _{[X,Y]}Z}
o equivalent
{\displaystyle R(X,Y)=[\nabla _{X},\nabla _{Y}]-\nabla _{[X,Y]}}
on [ X, Y ] és el parèntesi de Lie dels camps vectorials i {\displaystyle [\nabla _{X},\nabla _{Y}]} és un commutador d'operadors diferencials. Per a cada parell de vectors tangents u, v, R (u, v) és una transformació lineal de l'espai tangent de la varietat. És lineal en u i v, i així defineix un tensor. De tant en tant, el tensor de curvatura es defineix amb el signe contrari.
Significat geomètric: Es poden veure els efectes de l'espai corbat comparant una pista de tennis i la Terra. Comenceu a l'angle inferior dret de la pista de tennis, amb una raqueta estirada cap al nord. A continuació, mentre camina pel contorn de la pista, a cada pas assegura't que la raqueta de tennis es manté en la mateixa orientació, paral·lela a les seves posicions anteriors. Un cop completat el bucle, la raqueta de tennis estarà paral·lela a la seva posició inicial. Això es deu al fet que les pistes de tennis estan construïdes de manera que la superfície sigui plana. D'altra banda, la superfície de la Terra és corba: podem completar un bucle a la superfície de la Terra. Començant a l'equador, apunta una raqueta de tennis al nord al llarg de la superfície de la Terra. Un cop més, la raqueta de tennis ha de romandre sempre paral·lela a la seva posició anterior, utilitzant com a referència el pla local de l'horitzó. Per a aquest camí, primer caminar fins al pol nord, després girar 90 graus i baixar fins a l'equador i, finalment, girar 90 graus i tornar a l'inici. Tanmateix, ara la raqueta de tennis apuntarà cap enrere (cap a l'est). Aquest procés és similar al transport paral·lel d'un vector al llarg del camí i la diferència identifica com les línies que semblen "rectes" només són "rectes" localment. Cada vegada que es completa un bucle, la raqueta de tennis es desviarà més de la seva posició inicial en una quantitat que depèn de la distància i de la curvatura de la superfície. És possible identificar camins al llarg d'una superfície corba on el transport paral·lel funciona com ho fa en un espai pla. Aquests són els geodèsics de l'espai, per exemple qualsevol segment d'un gran cercle d'una esfera.